# Golflengtemultiplexing
Golflengtemultiplexing (Engels: Wavelength Division Multiplexing, afgekort WDM, hetgeen “vermenigvuldiging door golflengteverdeling” betekent) is het verzenden van informatie met behulp van verschillende golflengten, zodat een fysiek medium (zoals een glasvezelkabel) aan meerdere kanalen plaats biedt.
Het licht dat er aan de ene kant wordt ingestopt, komt er aan de andere kant van de glasvezel weer uit. Aan de zendzijde wordt informatie in het licht gestopt. Dit proces heet modulatie. Om het licht in de glasvezel te stoppen wordt een intense monochromatische lichtbron gebruikt (meestal wordt dan ook een laser gebruikt). Omdat de glasvezel erg dun is, moet het licht nauwkeurig gekoppeld worden.
Het licht met de er ingestopte informatie wordt verstuurd. Aan de ontvangstzijde van de glasvezel wordt de informatie weer uit het licht gehaald. Dit proces heet demodulatie. Een glasvezel wordt gemaakt van glas met een heel hoge zuiverheidsgraad. Hierdoor kan de informatie over afstanden van enkele tientallen kilometers worden overbrugd zonder dat er signaalverlies optreedt (de golflengten van het licht blijven altijd identiek, de intensiteit daalt met de afstand).
WDM kan gebruikt worden om het gebrek aan glasvezels op te heffen. Tot nu toe was het gebruikelijk om één lichtbron aan te sluiten op één glasvezel. Het kan echter voorkomen dat een glasvezel meer informatie moet transporten dan met één lichtbron mogelijk is. Het aanleggen van nieuwe kabels is duur en duurt bovendien erg lang. Vaak is de extra capaciteit ogenblikkelijk nodig.
De oplossing is in feite simpel: sluit gewoon een aantal lichtbronnen aan op één vezel. Het is dan wel noodzakelijk om aan de ontvangstzijde de verschillende lichtbronnen weer van elkaar te kunnen scheiden. Daarvoor gebruikt elke lichtbron een eigen golflengte. De kleur van het licht hangt samen met de golflengte van het licht. In een glasvezel wordt voor de mens onzichtbaar licht gebruikt.
In de bovenstaande figuur staan vier signalen keurig naast elkaar. Elk met een eigen golflengte. Zo gaan ze samen over één glasvezel. De golflengte is aangegeven in nanometer (10−9 m). Dus 1550 nanometer is 0,000 001 550 meter ofwel 1,55 × 10−6 m.
Aan de ontvangstkant worden de signalen van elkaar gescheiden en elk signaal wordt naar een ontvanger geleid. Het totaal ziet er als volgt uit.
In de beide figuren is een 4 op 4 systeem getekend, maar 8 op 8 is ook al mogelijk en in de toekomst misschien nog wel meer. Commercieel zijn 16 golflengtes (lambda) geruime tijd op de markt. 40 lambda's zijn sinds 2001 gemeengoed en sinds 2003 zijn 64/80 lambda's beschikbaar.
Een WDM systeem is nogal prijzig. Bij korte afstanden zijn extra vezels goedkoper. Bij grote afstanden is WDM goedkoper. Per lambda kunnen transmissiesnelheden van 10 gigabit per seconde (10Gb) worden gehaald. In diverse laboratoria worden testen uitgevoerd met 40 en 80 gigabit. British Telecom heeft door DWDM inmiddels zelfs 400Gb. In 2014 is dit inmiddels niet langer aan de orde.
Sinds 2003 is WDM onderverdeeld in CWDM (Coarse WDM) en DWDM (Dense WDM). Bij CWDM zijn de lambda's breder en minder precies (lagere kwaliteit) in vergelijking met DWDM. Hier ligt het onderscheid met betrekking tot de prijzen van de WDM systemen. CWDM wordt ook wel Cheap WDM (goedkoop WDM) genoemd. Bij een CWDM systeem hebben de lambda's een "breedte" van ongeveer 20 nanometer en mogen dus elkaar niet overlappen. De huidige technologie laat voor afstanden vanaf ongeveer 1 km de lambda's tussen (ongeveer) 1290 en 1610 toe, waardoor het aantal lambda's bij CWDM beperkt blijft. Bij DWDM kunnen de lambda's tot op 0,8 nanometer van elkaar gezet worden, zodat de totale capaciteit vele malen hoger is, maar de prijs van de gebruikte apparatuur dus ook.
Een ander gevolg van de kwaliteitsverschillen zijn de te overbruggen afstanden. Anno 2009 was de maximale overbrugbare afstand met CWDM rond de 80 km. Daarna is dit verder gegroeid. In 2014 kan met de gebruikte golflengtes (vanaf 1530) op 40Gb tot ongeveer 2000 km worden gekomen, en op 10Gb tot rond de 5000 km. Door op een bepaald punt in de kabel het WDM signaal te versterken kunnen grotere afstanden worden overbrugd, er zijn daarvoor 'actieve componenten' nodig. De actieve componenten bestaan meestal uit optische versterkers die het verzwakte WDM signaal versterken met gebruikmaking van erbium/ADFA technologie. Deze versterkers zijn echter beperkt in bandbreedte tot enkele tientallen nanometers in het gebied rond 1550 nanometer (bijvoorbeeld 1530-1565). Hoe groter de bandbreedte, hoe duurder de versterker is. Met deze technologie kunnen dus bij DWDM-toepassingen tientallen lambda's gelijktijdig versterkt worden. Bij CWDM zijn het er maximaal 3-4 voor de duurdere versterkers.